# Баппагай
Баппага́й (Бааппагай) — река в Якутии, правый приток Вилюя. Длина 307 км, площадь водосборного бассейна 4650 км². Берёт начало на Приленском плато, в верхнем течении пересыхает. Протекает по Центральноякутской равнине. В бассейне реки много мелких озёр. Питание преимущественно дождевое. Река очень извилиста.